# نورمان هوبسون
نورمان هوبسون (بالإنجليزية: Norman Hobson)‏ (22 أغسطس 1933 في المملكة المتحدة - ) هو لاعب كرة قدم بريطاني في مركز الظهير. لعب مع شروزبري تاون ونادي أوزورتي تاون ‏.